# 长白棘豆
长白棘豆（学名：Oxytropis anertii）为豆科棘豆属下的一个种。

## 扩展阅读
- 維基物種上的相關：长白棘豆